# جودت بهجت
جودت بهجت (ولد في فترة الستينات) هو أستاذ العلوم السياسية في جامعة الدفاع الوطني في الولايات المتحدة . ولد بهجت ونشأ في القاهرة بمصر وحصل على درجات علمية من جامعة القاهرة والجامعة الأمريكية بالقاهرة، هاجر إلى الولايات المتحدة وحصل على الدكتوراه من جامعة ولاية فلوريدا عام 1991.
عمل بهجت أستاذًا للعلوم السياسية في جامعة إنديانا في بنسلفانيا من 1995 إلى 2009 حيث كان أيضًا مديرًا لمركز دراسات الشرق الأوسط. في 2006-2007 حصل على جائزة الكلية المتميزة للبحث.
نشر بهجت العديد من الكتب والفصول والمقالات حول مواضيع مختلفة بما في ذلك سياسات النفط والانتشار النووي ومنطقة الخليج العربي وبحر قزوين، ترجمت أعماله إلى العربية والروسية والألمانية والإيطالية والبرتغالية واليابانية.
في عام 2010 ، بدأ بهجت التدريس في جامعة الدفاع الوطني في واشنطن العاصمة.